# 한국온천협회
한국온천협회(韓國溫泉協會, Korea Hot Spring Association)는 온천의 건전한 발전과 효율적 유지관리 및 온천종사자의 권익 향상을 위해 온천법 제27조에 따라 설립된 특수법인이다. 온천이 소재한 지방자치단체 및 온천검사기관 등이 회원으로 등록되어 있다. 서울특별시 종로구 새문안로 92, 광화문오피시아빌딩 1507호에 위치하고 있다.

## 설립 근거
- 온천법 제27조[1]

## 연혁
- 2007년 7월 11일: (특)한국온천협회 설립허가
- 2007년 6월 13일: (특)한국온천협회 발기인 대회 개최

## 조직

### 총회

#### 이사회
- 시도지부지회
- 학술위원회
- 전문검사기관협의회

##### 한국온천협회장
- 명예회장
- 고문
- 감사
- 이사
  - 사무처장
    - 관리실

## 성과

### 새로운 온천로고
2008년 6월부터 새로운 온천 표시가 사용되기 시작했다. 이전까지 사용됐던 온천이용업소표시(♨)는 1981년 온천법 제정 이후 계속 사용되어 왔지만 온천뿐만 아니라 목욕탕과 숙박업소(여관, 러브호텔 등)에서도 구별 없이 사용되어 왔다. 이전까지 온천법은 온천이용업소표시를 온천법에 의해 허가를 받은 자에게만 사용하도록 하였지만 목욕탕이나 여관 등에서도 사용되어 이용자들의 혼란을 야기하였다. 따라서 새로운 온천 로고를 제정하고 온천 로고 혹은 유사한 표시를 사용할 경우 온천법 제32조에 따라 2년 이하의 징역 또는 1천만원 이하의 벌금형에 처하게 된다.